# Rey Tiburón
Rey Tiburón (Nanaue) es un supervillano ficticio que aparece en los cómics publicados por DC Comics, además de ser uno de los villanos del elenco de Aquaman. El personaje fue creado por el escritor Karl Kesel y el artista Tom Grummett. Rey Tiburón apareció por primera vez en Superboy # 0 (octubre de 1994) como un cameo antes de hacer su primera aparición completa en Superboy # 9 (noviembre de 1994).
Rey Tiburón aparece en la serie de televisión del Arrowverso, The Flash, con la voz de David Hayter mientras Dan Payne retrata su forma humana, y en la serie animada de Harley Quinn, con la voz de Ron Funches. El personaje hizo su debut cinematográfico en la película del Universo extendido de DC de James Gunn, The Suicide Squad (2021), con la voz de Sylvester Stallone.

## Biografía del personaje ficticio
Nacido en Hawái, Nanaue es un tiburón humanoide. Su padre es "El rey de todos los tiburones"— también conocido como el Dios Tiburón. Otros personajes, como el agente especial Sam Makoa, han rechazado esto como superstición y se refirió a Nanaue como una "mutación salvaje", sin naturaleza mística. Dada la realidad de la magia dentro del Universo DC, cualquier origen es igualmente posible. También se ha implicado que él fue uno de los "Hombres Salvajes", animales evolucionados basados en los de Kamandi: The Last Boy on Earth. La serie ahora finalizada Aquaman: Sword of Atlantis, sin embargo, parece haber puesto fin a la controversia al establecerlo firmemente como el hijo del Dios Tiburón.
Rey Tiburón fue responsable de varias personas desaparecidas varios años antes de que Superboy llegara a Hawái. Sam Makoa fue responsable de traerlo y llevaba cicatrices para siempre. Rey Tiburón es liberado por los Dragones de Silicio que planean contratarlo. Nanaue no está interesado y mata a sus libertadores antes de dirigirse a la casa de su madre. Su madre le permite comerle el brazo para alimentarse. Superboy logró derribarlo con su visión de calor. Cuando Superboy y Makoa fueron asignados al Escuadrón Suicida para destruir a los Dragones de Silicio, Rey Tiburón se vio obligado a ayudar. Un cinturón de explosivos fue atado a su cintura, listo para detonar si algo le sucedía a Makoa. Otros miembros del Escuadrón incluían a Knockout y los veteranos del escuadrón Deadshot y el Capitán Boomerang.
Nanuae era una máquina de combate enloquecida, triturando a legiones de los dragones (y matando a Sidearm también, cuando traiciona al equipo). A pesar de que el cinturón explota, Rey Tiburón sobrevivió a la explosión y la destrucción de la guarida.
Después de que un equipo de investigación enviado para investigar los restos de la guarida desapareciera, inicialmente se sospechó de Rey Tiburón en un principio, pero resultó ser Manta Negra. Rey Tiburón luchó contra Superboy, pero fue derrotado de nuevo y conducido hacia el mar.
Rey Tiburón después apareció en las Tierras Salvajes (donde se hizo la implicación de que él era realmente un hombre salvaje) y combatió a Superboy y sus aliados. Después de una batalla feroz, fue derrotado, pero no se recuperó ningún cuerpo.
Se unió a las Legiones de Villanos de Manchester Black en "Ending Battle". En este caso, él apareció en  Metrópolis y atacó a Jimmy Olsen. Superman lo eliminó rápidamente, tirándole la mayoría de los dientes (aunque aparentemente le volvieron a crecer). Aunque en todas sus apariciones anteriores solo tenía dos líneas de diálogo, en este número era bastante hablador (aunque eso puede haber sido simplemente por la influencia de Manta). También era más pequeño y un largo camino desde el agua.
Rey Tiburón también hizo una aparición durante el motín de Last Laugh del Joker con Orca.
Rey Tiburón es reclutado por la Sociedad Secreta de Super Villanos de  Alexander Luthor y es uno de los muchos enviados para atacar Sub Diego. Durante la batalla mata a Neptune Perkins.
Nanaue reaparece un año luego de la Crisis Infinita, teniendo una cicatriz de un encuentro previo con Aquaman. Él es menos violento y más locuaz que en apariciones anteriores. Su origen ha sido definitivamente dado como hijo del Dios Tiburón, debido al nuevo libro de Aquaman siendo más basado en magia que en las encarnaciones anteriores. Él es un personaje importante en la serie, actuando como un cuidador involuntario de Arthur Joseph Curry. Salvado de una banda de merodeadores por el joven, lo llevó al misterioso Morador de las Profundidades (el mutado, por razones desconocidas, Aquaman), quien le dio la misión de ayudar al nuevo Aquaman en llenar su papel. Aunque fingiendo falta de respeto, y a menudo desaparecer por un tiempo, Rey Tiburón aceptó, compartiendo su conocimiento del camino del mar con su joven salvador. Más tarde se reveló en una secuencia de flashback que su padre se lo pidió hacerlo :
"Las corrientes del destino se doblan y giran en torno a ese joven. Para bien o para mal, le dará forma al paisaje venidero. Tú lo protegerás. Serás mi agente en su campamento. Lo suficientemente cerca como para protegerse de otros que buscan controlarlo. Y lo suficientemente cerca, cuando decida que ha llegado el momento... ...para atacar, y matarlo sin previo aviso."
La siguiente historia narra el primer encuentro entre el Aquaman original y Rey Tiburón, que ocurrió hace varios años. Tuvo lugar en el Fin del Coral, una pequeña ciudad de la frontera en el Mar del Coral, distante de la Atlántida. Orin - que sigue siendo el rey de la Atlántida en este momento - combatió al Rey Tiburón por haber asesinado a un sacerdote perteneciente a la Orden de la Corona Espinosa. En los últimos seis meses, Rey Tiburón había matado a un montón de otros miembros de este grupo, obedeciendo a la voluntad de su padre. De hecho, la Orden estaba asociada con una antigua profecía:
"Cuando la corona de espinas quede destrozada, ella vendrá. Nacida de coral, de la vida en la muerte, de larga oración. Agita el fondo del mar con su poder, para que ella, agite el destino de todo bajo las olas..."
El Dios Tiburón cree que si la orden fuera destruida, eso pondría en marcha la profecía, dando a luz algún gran poder en el proceso. Sin embargo, Rey Tiburón fue derrotado por Aquaman antes de cumplir la meta de su padre. Luego fue encarcelado por los sacerdotes de la Corona de Espinas durante tres años, antes de escapar; Nanaue menciona que fue torturado durante su cautiverio.
A raíz de la Final Crisis, la mandíbula del Rey Tiburón se rompe después de ser escindido de par en par y más tarde su brazo izquierdo es arrancado de su cuerpo durante una batalla, pero vuelve a crecer.
Rey Tiburón es uno de los villanos de Superboy traídos por Krypto a una colina cerca del colegio secundario de Smallville. Sin embargo, él está inconsciente o aturdido en el momento.
Más recientemente, se ha unido a los Seis Secretos como un luchador. Su paso por los Seis demuestra ser de corta duración, ya que el equipo es capturado por un gran grupo de superhéroes durante una misión fallida en Gotham City. Rey Tiburón logra dominar brevemente a su viejo enemigo Superboy durante la batalla, pero es dejado inconsciente en última instancia por Supergirl.

### The New 52 - presente
En The New 52 (un reinicio del universo de DC Comics), Rey Tiburón aparece donde ahora se asemeja a un tiburón martillo humanoide. Fue torturado y obligado a entrar al Escuadrón Suicida por Amanda Waller. Cuando se trata del Escuadrón Suicida teniendo que cumplir con las demandas de Amanda Waller, Rey Tiburón termina comiéndose su compañera Yo-Yo (más tarde se revela que Yo-Yo sobrevivió). Durante la historia Forever Evil, Rey Tiburón es uno de los villanos que el Sindicato del Crimen reclutó para unirse a la Sociedad Secreta de Super Villanos.
En la continuidad resultante de la iniciativa DC Rebirth de 2016, Rey Tiburón comenzó a servir a N.E.M.O. bajo Manta Negra. Comenzó a aterrorizar a San Francisco antes de ser sometido por los Jóvenes Titanes. También aparece como uno de los muchos villanos que intentan matar a Batman para detener la violación de datos de Dos-Caras, atacando a Batman en un tren junto a Amígdala y Killer Croc. Después de dejar la organización, Rey Tiburón intentó vivir una vida más pacífica, solo para ser capturado por el ejército markoviano bajo acusaciones de canibalizar a un general markoviano. Mujer Maravilla pronto llegó, dudando de que haya cometido el crimen, y usó el Lazo de la Verdad sobre él para probar su inocencia. Ella los dejó en manos de Aquaman, con la esperanza de comenzar de nuevo en Atlantis.
Tras la usurpación del trono por parte de Aquaman, Rey Tiburón regresa como un señor del crimen de la Novena Tride con planes para expandir su imperio a más regiones de la Atlántida. Hace que sus secuaces capturen a Mera para usarla como moneda de cambio y tiene un encuentro con Aquaman, que aún está vivo. Convence a Rey Tiburón para que trabaje con él para detener las ambiciones asesinas de Rey Rath con la condición de que el Noveno Tride reciba un mejor trato por parte del nuevo monarca. Como muestra de buena fe, Rey Tiburón le devuelve a Mera a Arthur. Con sus fuerzas combinadas, pudieron liberar a Atlantis de la Corona de Espinas.

## Poderes y habilidades
La carne aumentada del Rey Tiburón brinda protección contra las presiones submarinas y los ataques físicos. Su fisiología de tiburón incluye armas naturales, así como branquias que le permiten respirar en el agua. Puede nadar a gran velocidad, regenerar tejidos corporales perdidos o soportar bajas temperaturas. Rey Tiburón ha mejorado la fuerza, la resistencia y los sentidos. Rey Tiburón pudo sentir o llamar a sus "primos" tiburones para pedir ayuda, aunque en realidad no puede controlarlos, especialmente cuando están llenos de frenesí de sangre. Su naturaleza mística significa que su mordedura podría incluso perforar la piel de los kryptonianos.

## Otras versiones

### "Flashpoint"
En la línea de tiempo alternativa del evento Flashpoint, Rey Tiburón trabaja como espectáculo de monstruos como forzudo en el Circo de Haley. El Circo de Haley es atacado por las amazonas, y Rey Tiburón es asesinado mientras intentaba salvar al Doctor Destino.

## En otros medios

### Televisión
- Rey Tiburón aparece en The Flash, interpretado por Dan Payne como un humano y expresado por David Hayter como Rey Tiburón. Esta versión es originalmente Shay Lamden, un biólogo marino en la Tierra-2 que es transformado por el acelerador de partículas S.T.A.R. Labs (mientras que su contraparte en la Tierra-1 simplemente desarrolla tumores masivos después de la explosión del acelerador de su S.T.A.R. Labs y muere poco después). En el episodio "The Fury of Firestorm", cae bajo el control de Zoom y es enviado a Earth-1 para matar al Flash, quien es salvado por Patty Spivot, quien posteriormente lo apodó 'Rey Tiburón'. El personaje regresa en el episodio "King Shark", donde escapa de ARGUS y persigue a Flash para llevarlo a Zoom una vez más, pero finalmente es derrotado cuando Flash lo incapacita al electrificar el agua que nada. King Shark regresó a ARGUS, donde Lyla Michaels jura encontrar una cura para él en lugar de explotar sus capacidades. En el episodio "Causa y efecto", se ve a Rey Tiburón en ARGUS actuando como un perro guardián de la tecnología alienígena. En el siguiente episodio "Infantino Street", Flash y Capitán Frío irrumpen en ARGUS para robar la tecnología y combate brevemente al Rey Tiburón, poniéndolo en "sueño" por un tiempo enfriando la temperatura de la habitación en la que se encuentra. Aunque el Rey Tiburón pierde un brazo en la batalla cuando el Capitán Frío y Flash cierran la celda. Puerta sobre ella, la regenera rápidamente. En "Crisis en la Tierra X, Parte 1", se muestra a Rey Tiburón habiendo escapado de ARGUS y luchando contra el Flash antes de ser eliminado por él. En el episodio "King Shark vs. Gorilla Grodd", la esposa de Tierra-1 Lamden, Tanya (que también es bióloga marina), ha sido reclutada por ARGUS para trabajar con Rey Tiburón; desarrollando una "corona de telepatía" para hablar con él y ayudarlo a mantener su humanidad. Cuando Team Flash se les acerca para probar su cura metahuman recientemente desarrollada, el intento de Gorilla Grodd de controlarlo, aunque Lamden es capaz de resistir debido a su cerebro animal. Casi mata a Vibe antes de que Flash lo cura a la fuerza y lo devuelve a su forma humana. Sin embargo, pequeños rastros de materia oscura permanecen en su cuerpo y es susceptible a pequeñas transformaciones en su forma de tiburón, lo que requiere una segunda dosis para curarlo completamente. Cuando Grodd roba la corona de telepatía para esclavizar a Central City e incapacita a Flash y XS, Lamden sacrifica voluntariamente su forma humana para convertirse de nuevo en Rey Tiburón y detener a Grodd para expiar todas sus fechorías criminales; incluso a pesar de la posibilidad de que nunca más podría volver a su forma humana. Después de una batalla climática, King Shark puede detener a Grodd y quitar la corona de telepatía. Él es trasladado a un acuario, donde Tanya lo cuida; Usando la corona de la telepatía para comunicarse entre sí una vez más.
- Rey Tiburón aparece como un personaje principal en la serie animada Harley Quinn del Universo DC, con la voz de Ron Funches. Esta versión del personaje se representa como un genio de la tecnología que usa ropa, principalmente una sudadera con capucha, pantalones y zapatillas de deporte, y se muestra que tiene una actitud generalmente positiva; saliendo como amable y pacífico. Sin embargo, ocasionalmente se volverá loco si huele sangre o si alguien usa insultos relacionados con peces a su alrededor. Introducido en el episodio "Finding Mr. Right", Clayface lo reclutó para ayudar a Harley Quinn conseguir una némesis. Al final del episodio, Rey Tiburón se une oficialmente a la tripulación de Harley, convirtiéndose en un personaje regular durante el resto de la serie. En el episodio "Bachelorette", el padre de Rey Tiburón lo obliga a regresar a su hogar submarino y participar en un matrimonio arreglado únicamente para mantener la paz entre su clan de tiburones y un clan rival. Mientras se enfrenta a su padre, Rey Tiburón finalmente elige casarse para mantener las apariencias; habiendo acordado en secreto con la novia tener relaciones privadas fuera del otro, ya que de todos modos no hay amor entre ellos.
- Rey Tiburón aparece en Young Justice: Phantoms, con la voz de James Arnold Taylor.[24] Esta versión, también conocida como el Rey Nanaue Sha'ark, es el gobernante de la ciudad estado atlante de Nanauve y ex alumno del Conservatorio Atlante de Hechicería.

### Película
- Rey Tiburón aparece en Superman/Batman: Public Enemies. Él es uno de los supervillanos que atacan a Batman y Superman.
- Rey Tiburón aparece en Batman: Assault on Arkham, con la voz de John DiMaggio. En la película, es reclutado por Amanda Waller para ser un miembro del Escuadrón Suicida y les ha dado la misión de matar al Riddler. Rey Tiburón parece ser un humano muy grande con rasgos mutados, una máscara de metal que aumenta su capacidad de morder y un Mohawk rojo para una aleta dorsal. Él parece haber formado una relación con Killer Frost. También se le muestra tener un fuerte miedo a las alturas.. Durante la misión, King Shark es asesinado por la bomba que Waller puso en su cuello cuando Riddler estaba tratando de desactivar las bombas del Escuadrón Suicida. Riddler atribuyó a la dura piel de Rey Tiburón por qué la bomba no se detuvo.
- Rey Tiburón aparece en Justice League Dark: Apokolips War, con la voz nuevamente de John DiMaggio. Ayuda a la Liga de la Justicia junto con el Escuadrón Suicida a derrotar a Darkseid. Él, junto con el resto de su equipo, muere cuando el edificio LexCorp fue destruido. También era exnovio de John Constantine. A lo largo de la mayor parte de la película, citó repetidamente: "Rey Tiburón es un tiburón" hasta que, en sus últimos momentos, dice "Ha sido un honor luchar a tu lado".
- Rey Tiburón aparece en la película acción en vivo del Universo extendido de DC, The Suicide Squad (2021) con la voz de Sylvester Stallone,[25] con Steve Agee proporcionando en conjunto el rendimiento de captura de movimiento durante el rodaje.[26][27][28] Esta versión muestra un comportamiento infantil y habla de una manera monosilábica con oraciones simples. Después de ser reclutado en el Escuadrón Suicida para infiltrarse y destruir una prisión de Corto Maltés que contiene a Starro, Rey Tiburón forma una estrecha amistad con Ratcatcher 2.
  - La película Suicide Squad de 2016 originalmente iba a presentar a Rey Tiburón, pero solo habría sido posible como un personaje completamente generado por computadora, según el director David Ayer. El sustituto del primero, Killer Croc, fue retratado prácticamente con maquillaje y prótesis.[29]

### Videojuegos
- Rey Tiburón aparece en Lego Batman 3: Beyond Gotham, con la voz de Travis Willingham. Se parece a la versión tiburón martillo que se ve en The New 52 y es parte del contenido descargable de "The Squad".
- Rey Tiburón aparece como un personaje jugable en Lego DC Super-Villains, con la voz de Fred Tatasciore.
- Rey Tiburón aparece en el episodio "Atlantis" de DC Universe Online,[30] con la voz de Dale Dudley.[31]
- Rey Tiburón aparecerá como un personaje jugable en Suicide Squad: Kill the Justice League, con la voz de Samoa Joe.[32][33]

### Misceláneo
- El hijo de Rey Tiburón, Chico Tiburón, aparece en el cómic precuela de Batman: Arkham Knight.
- La encarnación de Rey Tiburón de Young Justice aparece en el cómic homónimo de la serie.
- La encarnación Tierra-1 de The Flash de Shay Lamden / King Shark aparece en The Flash: Season Zero. Acepta la oferta del Dr. Shults de someterse a un procedimiento experimental que emplea células de tiburón para regenerar las células de su cuerpo moribundo, pero se expone a la materia oscura durante la explosión del acelerador de partículas de STAR Labs, que lo transforma en un tiburón antropomórfico. Al desarrollar una vendetta contra los involucrados en el procedimiento, Lamden entra en conflicto con Flash y el Escuadrón Suicida.
- Rey Tiburón aparece en la serie web DC Super Hero Girls, con la voz de Kevin Michael Richardson.